# Rieke Samson-Geerlings
H.W. (Rieke) Samson-Geerlings (1952) was procureur-generaal en voorzitter van de Commissie-Samson.

## Leven en werk
Samson trad in 1984 in dienst van het Openbaar Ministerie als officier van justitie in Rotterdam. Daarna was ze onder meer advocaat-generaal te Arnhem en hoofdofficier in Dordrecht en van 2003 tot 2006 in Utrecht. Vanaf 2006 was ze procureur-generaal en als zodanig lid van het college van procureurs-generaal. In december 2009 nam ze afscheid als procureur-generaal waarbij ze benoemd werd tot Officier in de Orde van Oranje-Nassau.

### Commissie-Samson
Samson werd vooral bekend als voorzitter van de Commissie-Samson. Deze commissie werd bij ministerieel besluit van 16 augustus 2010 ingesteld en heette officieel de "Commissie onderzoek seksueel misbruik van minderjarigen die onder verantwoordelijkheid van de overheid in instellingen zijn geplaatst". Zij trad aan per 10 augustus 2010. De commissie bracht op 8 oktober 2012 haar eindrapport uit onder de titel Omringd door zorg, toch niet veilig. Seksueel misbruik van door de overheid uit huis geplaatste kinderen, 1945 tot heden (Amsterdam, 2012). Per 1 januari 2013 werd de commissie opgeheven.